# Carcans
Carcans – miejscowość i gmina we Francji, w regionie Nowa Akwitania, w departamencie Żyronda.
Według danych na rok 1990 gminę zamieszkiwały 1503 osoby, a gęstość zaludnienia wynosiła 9 osób/km² (wśród 2290 gmin Akwitanii Carcans plasuje się na 281. miejscu pod względem liczby ludności, natomiast pod względem powierzchni na miejscu 6.).